# Esperante (Folgoso de Caurel)
Esperante (llamada oficialmente San Pedro de Esperante) es una parroquia y una aldea española del municipio de Folgoso de Caurel, en la provincia de Lugo, Galicia.

## Límites
Limita con las parroquias de Lousada al norte, Riocereixa al este, Visuña al sureste, y Seoane al sur y oeste.

## Historia
En esta parroquia, en el lugar de Carbedo, se halló una Tabula Hospitalis, una pieza en bronce con un texto en latín de la época de la romanización de Galicia.

## Organización territorial
La parroquia está formada por ocho entidades de población:
- Campelo
- Carbedo (O Carbedo)
- Castro Romeor (O Castro Romeor)
- Esperante
- Liñariños
- Millares
- Mostade (Mostaz)
- Romeor

## Demografía

### Parroquia
| Gráfica de evolución demográfica de Esperante (parroquia) entre 2000 y 2019 |
|                                                                             |
| Datos según el nomenclátor publicado por el INE.                            |

### Aldea
| Gráfica de evolución demográfica de Esperante (aldea) entre 2000 y 2019 |
|                                                                         |
| Datos según el nomenclátor publicado por el INE.                        |

## Lugares de interés
- Castillo de O Carbedo
- Iglesia de San Pedro